# Peterhof
Peterhof (ros. Петергоф), w latach 1944–1997 Pietrodworiec (ros. Петродворец) – miasto w północnej Rosji, w rejonie pietrodworeckim Petersburga, nad Zatoką Fińską. 
W mieście znajdują się dawny carski zespół pałacowo-parkowy i stacja kolejowa Nowy Peterhof.

## Zespół pałacowo-parkowy
Zespół pałacowo-parkowy został założony przez cara Piotra I. Wielki Pałac (1714–1721) został zaprojektowany przez Jeana-Baptiste'a Le Blonda. Został przebudowany za czasów carycy Elżbiety  przez Bartolomea Rastrellego, który dodał drugie piętro oraz skrzydła zakończone pawilonami. Rastrelli starał się zachować wczesnobarokowe elewacje, gruntownie jednak zmienił wystrój wnętrz, dając upust swojemu upodobaniu  do barokowych złoceń. Cesarzowa Katarzyna II około roku 1770 zleciła Jurijowi Feltenowi zmianę wystroju niektórych wnętrz, w tym sal Tronowej i Czesmeńskiej. 
Wielki Pałac stoi pośrodku parku, którego górna część stanowi park francuski z m.in. fontanną Neptuna wykonaną w 1658 roku w Norymberdze dla uczczenia  końca wojny trzydziestoletniej. W 1782 roku została ona sprzedana carewiczowi Pawłowi. Park dolny, w stylu angielskim, dzieli Wielka Kaskada, upamiętniająca triumf Rosji nad Szwecją ukończona w 1724 r. Zdobią ją: 37 złoconych posągów z brązu, 64 fontanny i 142 wodotryski. Interesującym przykładem sztuki wodnej są niektóre fontanny mechaniczne. Należy do nich fontanna Słońce, w postaci wysokiej kolumny ze złoconymi tarczami, z których wystrzeliwują 72 strumienie wodne na kształt promieni słonecznych. Woda do parku doprowadzana jest z oddalonych o 22 km Wzgórz Ropszyńskich, spływa ona potem do Kanału Morskiego i dalej do Zatoki Fińskiej. Wszystkie fontanny zużywają dziennie do 100 tys. m³ wody.

## Historia
W czasie II wojny światowej w Peterhofie siedzibę miał sztab niemieckiej armii, która przez blisko 900 dni oblegała Leningrad. W czasie odwrotu Niemcy zniszczyli budynki, podkładając w nich ogień, który spowodował wypalenie wnętrz pałacowych. Zniszczone zostały również ujęcia wodne. Po wojnie obiekty te odbudowano i odrestaurowano.

## Galeria

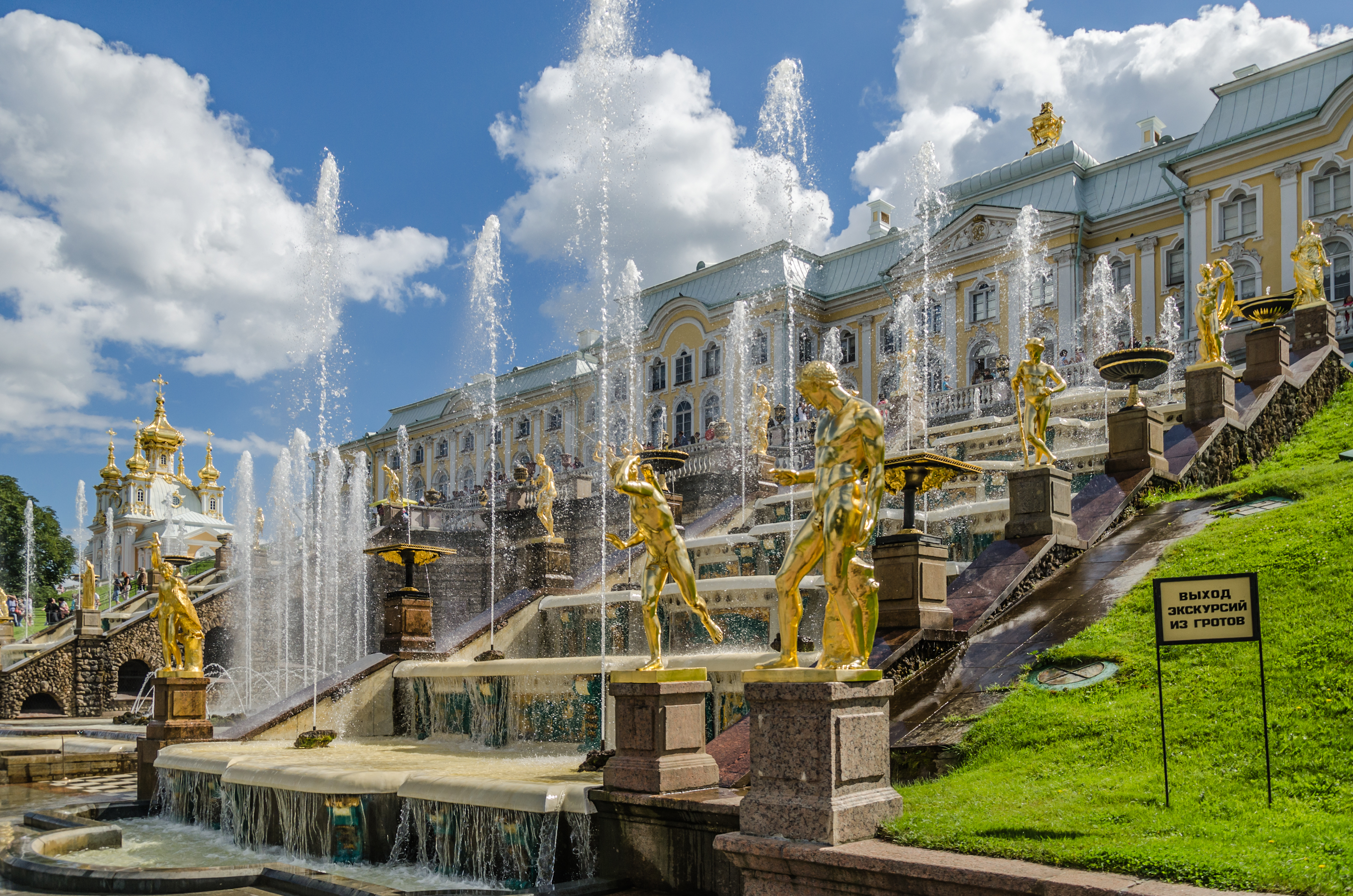
Wielki Pałac z Wielką Kaskadą
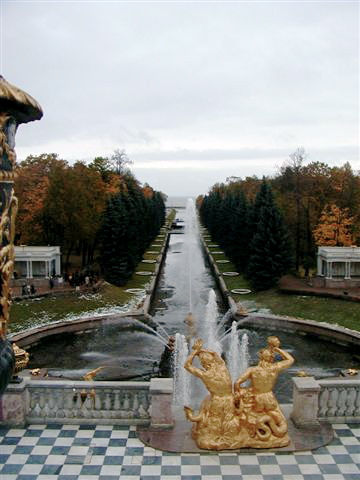
Wielka Kaskada z kanałem prowadzącym do Zatoki Fińskiej
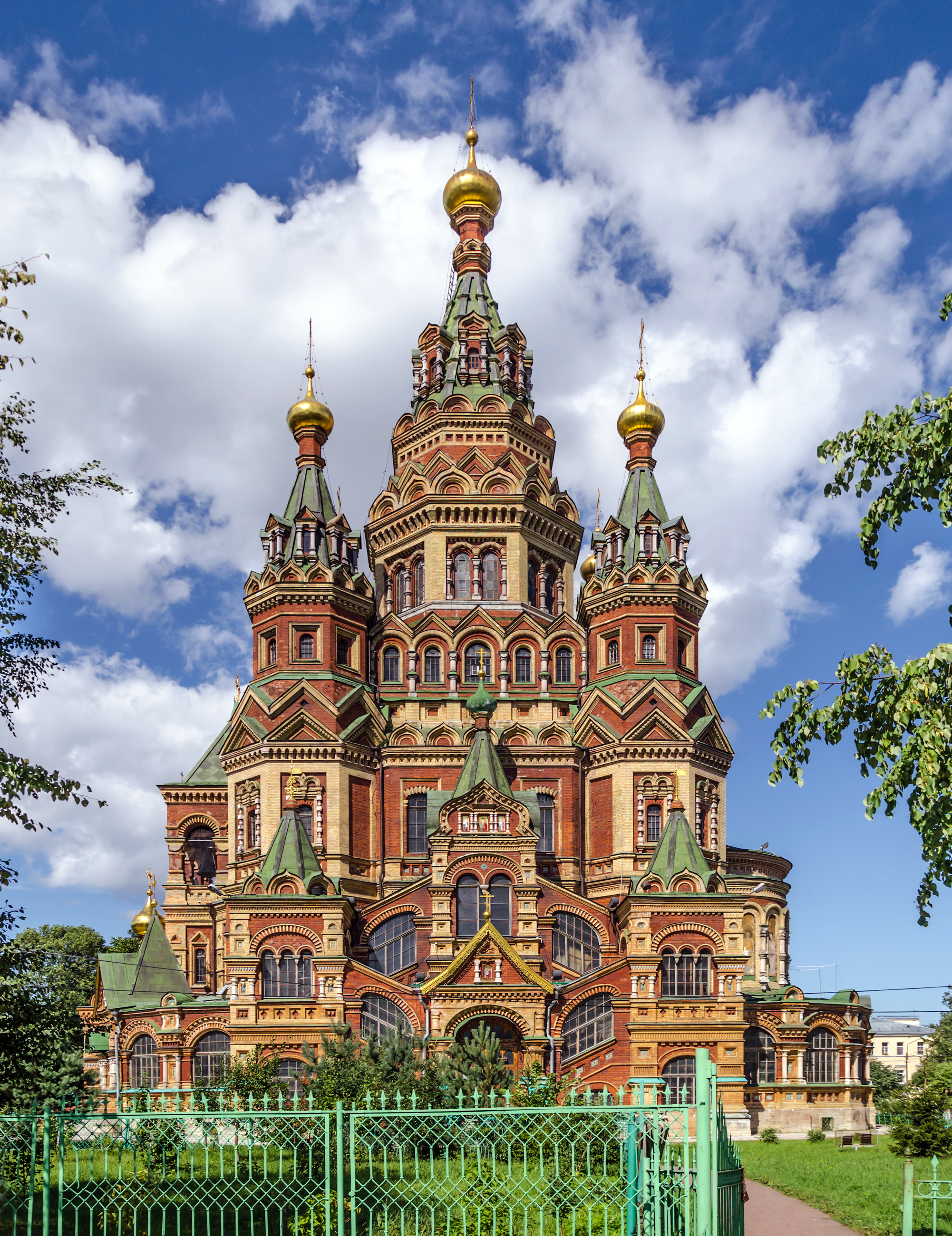
Sobór Świętych Piotra i Pawła
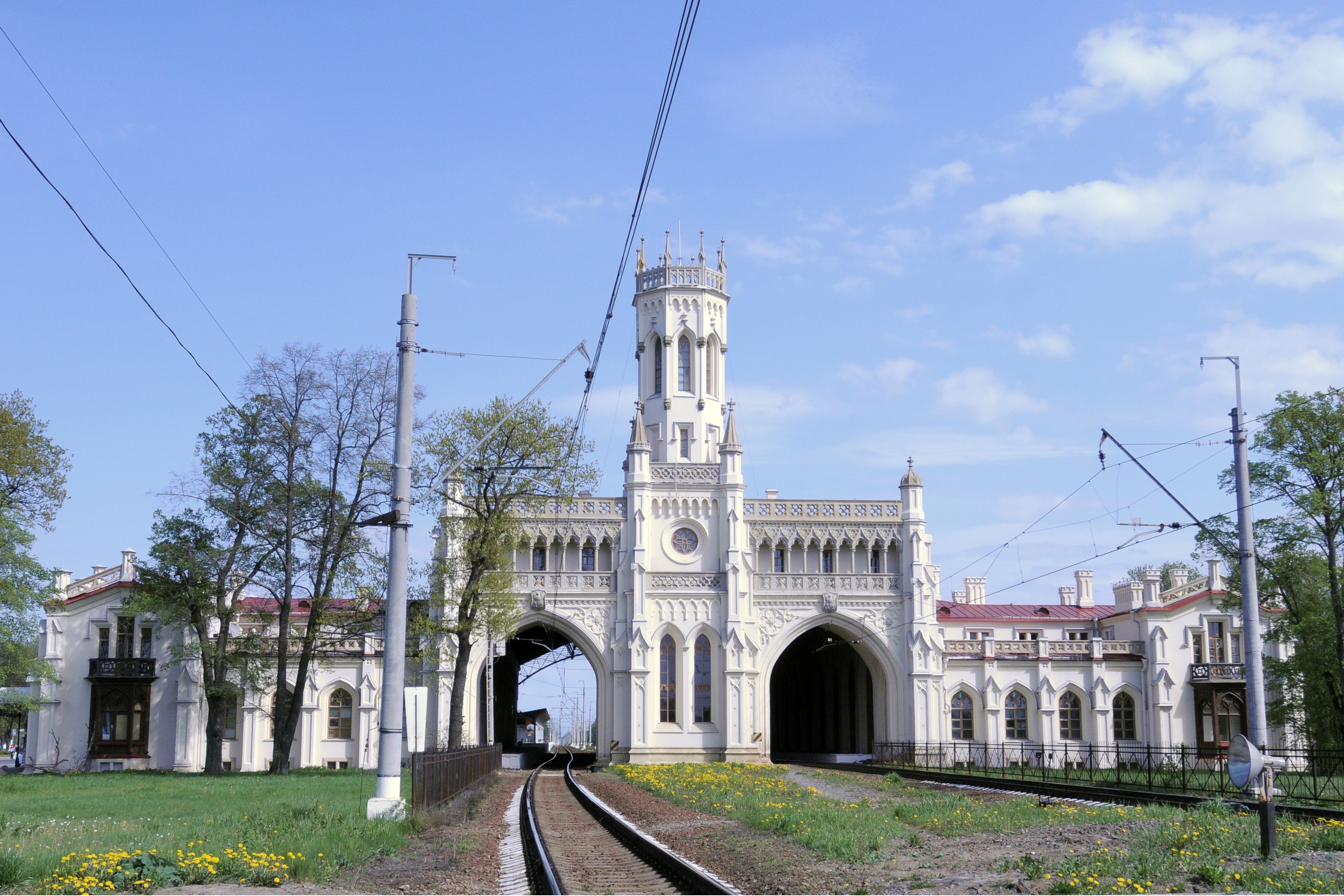
Stacja kolejowa Nowy Peterhof

## Oświata
W latach 1946–1960 w Peterhofie mieściła się Leningradzka Suworowska Pograniczna Szkoła Wojskowa (NKWD).

## Mieszkańcy
Dynamika przyrostu mieszkańców:
| Rok                         | 1897 | 1939 | 1959 | 1970 | 1979 | 1992 | 1996 | 2003 |
| --------------------------- | ---- | ---- | ---- | ---- | ---- | ---- | ---- | ---- |
| Liczba mieszkańców (w tys.) | 11,3 | 44   | 21,7 | 43,1 | 72,4 | 83,8 | 82,2 | 64,8 |

## Miasta partnerskie
- Bad Homburg vor der Höhe, Niemcy.
- Le Blanc-Mesnil, Francja.